# Van Wevelinchoven de Sittert

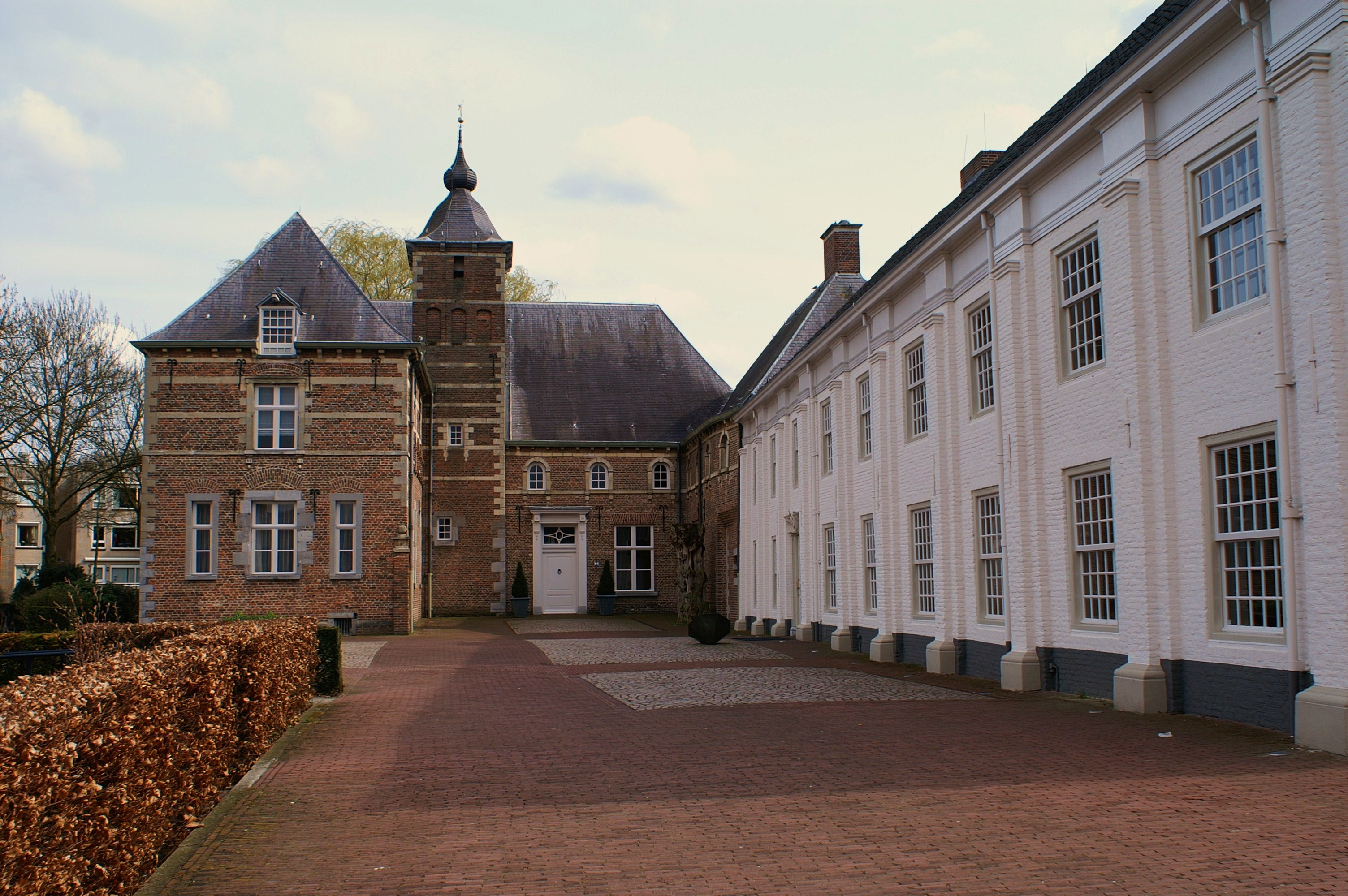
Kasteel Dommelrode

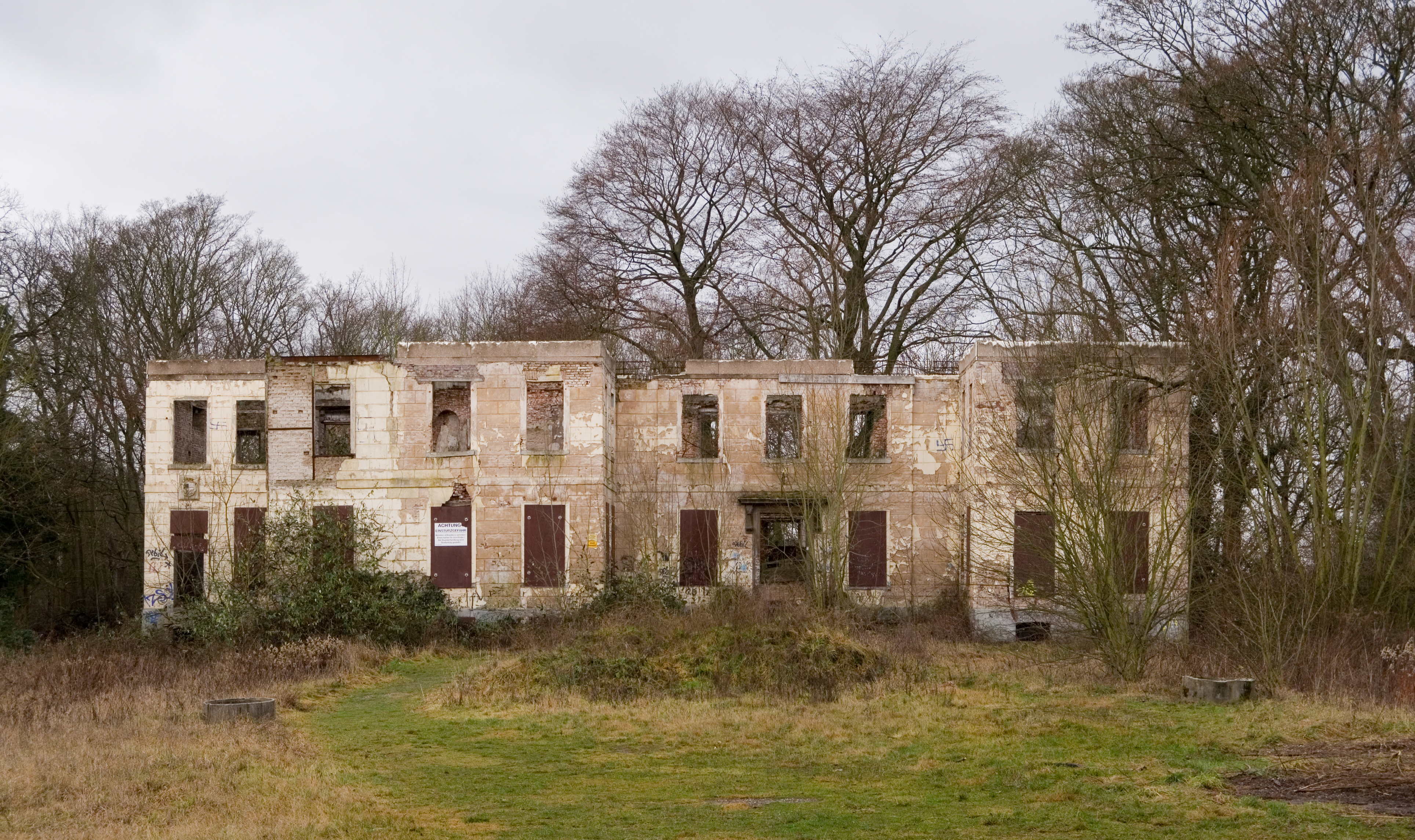
Ruïne van het voormalige slot Wolfskuhlen (Rheinberg) (2011)

Van Wevelinchoven de Sittert is een uit Wevelinghoven in Duitsland afkomstig geslacht waarvan twee broers in 1822 gingen behoren tot de Nederlandse adel en dat in 1891 uitstierf. Wevelinghoven is een stadsdeel van Grevenbroich in Noordrijn-Westfalen.

## Geschiedenis
De bewezen stamreeks begint met Jan de Jonge Tilmans van Wevelinchoven die zich vanuit Wevelinghoven te Gorinchem vestigde als daar brouwersknecht werd; hij overleed tussen 1574 en 1584. Nageslacht ging behoren tot het stadspatriciaat van die plaats en vervulde er bestuursfuncties.
Op 21 en 22 oktober 1822 werden twee broers ingelijfd in de Nederlandse adel met de titel van baron. Deze inlijving berustte op falsificaties.

## Enkele telgen
Adrianus Cornelius (Josephus) van Wevelinchoven (1712-1761), bewoner van kasteel Dommelrode
- Henricus Balthasar baron van Wevelinchoven de Sittert (1747-1827), officier in Statendienst, laatstelijk luitenant-generaal
- Carolus Josephus Anthonius baron van Wevelinchoven de Sittert, heer van Wolfskuhlen, Beerenbroich en Schepstal (1759-1835), kamerheer van koning Frederik Willem van Pruisen
  - Carolina Theresia Henrica Amalia Julia Electa barones van Wevelinchoven de Sittert (1812-1891), geboren en overleden op slot Wolfskuhlen, laatste telg van het adellijke geslacht
  - Carl Florentin Mauritz Julius Caesar baron van Wevelinchoven de Sittert (1813-1873), geboren en overleden op slot Wolfskuhlen